# Centerville (Indiana)
Centerville – miasto w Stanach Zjednoczonych, w stanie Indiana, w hrabstwie Wayne.